# Parc d'Eriksberg (Stockholm)
Le parc d'Eriksberg (en suédois : Eriksbergsparken) est un parc public situé dans le quartier de Östermalm à Stockholm en Suède,,. 

## Description
Eriksbergsparken est un parc situé dans la zone dite d'Eriksberg du quartier d'Östermalm, au centre-ville de Stockholm. 
Le parc a été aménagé en 1920 sous la direction du jardinier de la ville Mauritz Hammarberg et se situe dans le prolongement de l'Eriksbergsplan, anciennement Träsktorget. 
Eriksbergsparken est un parc en pente avec des terrasses sur plusieurs niveaux. On y accède depuis Eriksbergsplan par un grand escalier en pierre.
La partie inférieure du parc présente une conception nettement classiciste avec des axes droits, des marches en pierre, des urnes à fleurs, un étang avec une fontaine et un parterre de roses. De chaque côté de l'étang se trouvent des pelouses plates.
Dans la partie supérieure du parc se trouve une falaise avec des buissons et de grands arbres. 
À travers la falaise, il y a un escalier qui relie les parties inférieure et supérieure d'Eriksbergsgatan.
De l'autre côté de Birger Jarlsgatan se trouve le parc Karl Staaff.

## Histoire
La zone autour d'Eriksbergsparken et d'Eriksbergsplan était une zone de taudis jusqu'au XIXème siècle. Träsktorget était situé à peu près là où se trouve aujourd'hui Eriksbergsplan. Au nord-est se trouvait le domaine d'Eriksberg, qui appartenait à l'Ordre des Charpentiers (sv).
Le parc s'est progressivement agrandi au cours des années 1920.
Au cours des années 1920, le site a été progressivement aménagé en parc par la démolition et la construction d'escaliers, de murs, de passerelles, d'un étang et de plantations. 
Vers 1926-1927, les travaux de terrassement furent achevés avec la construction du mur de soutènement face à Runebergsgatan. 
Le résultat fut une installation de style classique nordique avec une atmosphère de parc de château.
Depuis sa construction, le parc a conservé pour l'essentiel son aspect. 
Le parc, qui possède des valeurs culturelles et historiques, a été rénové de 2014 à 2015 en utilisant des photos historiques comme base. 
L'étang a également été rénové et le parc a reçu un éclairage entièrement nouveau.

## Galerie

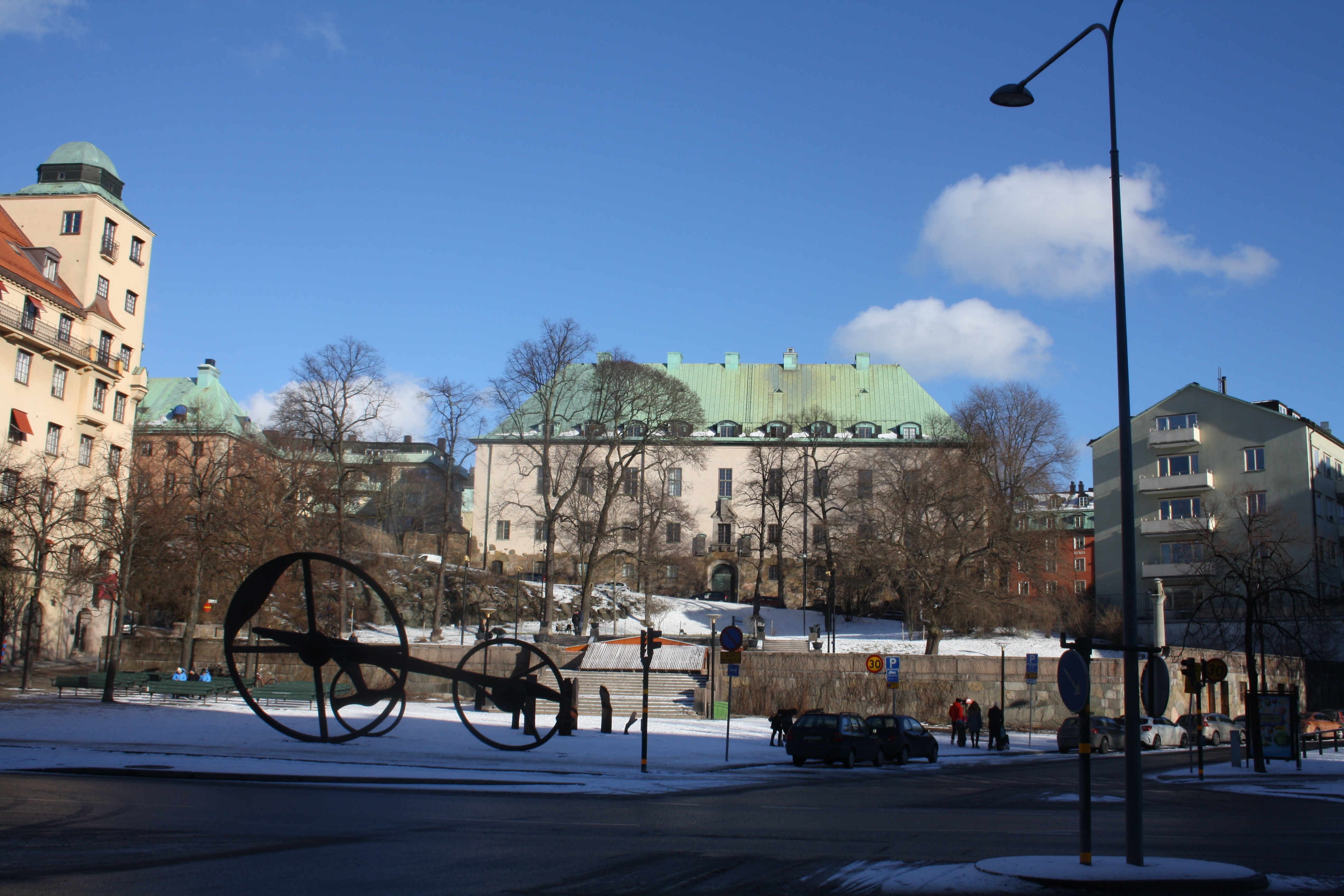
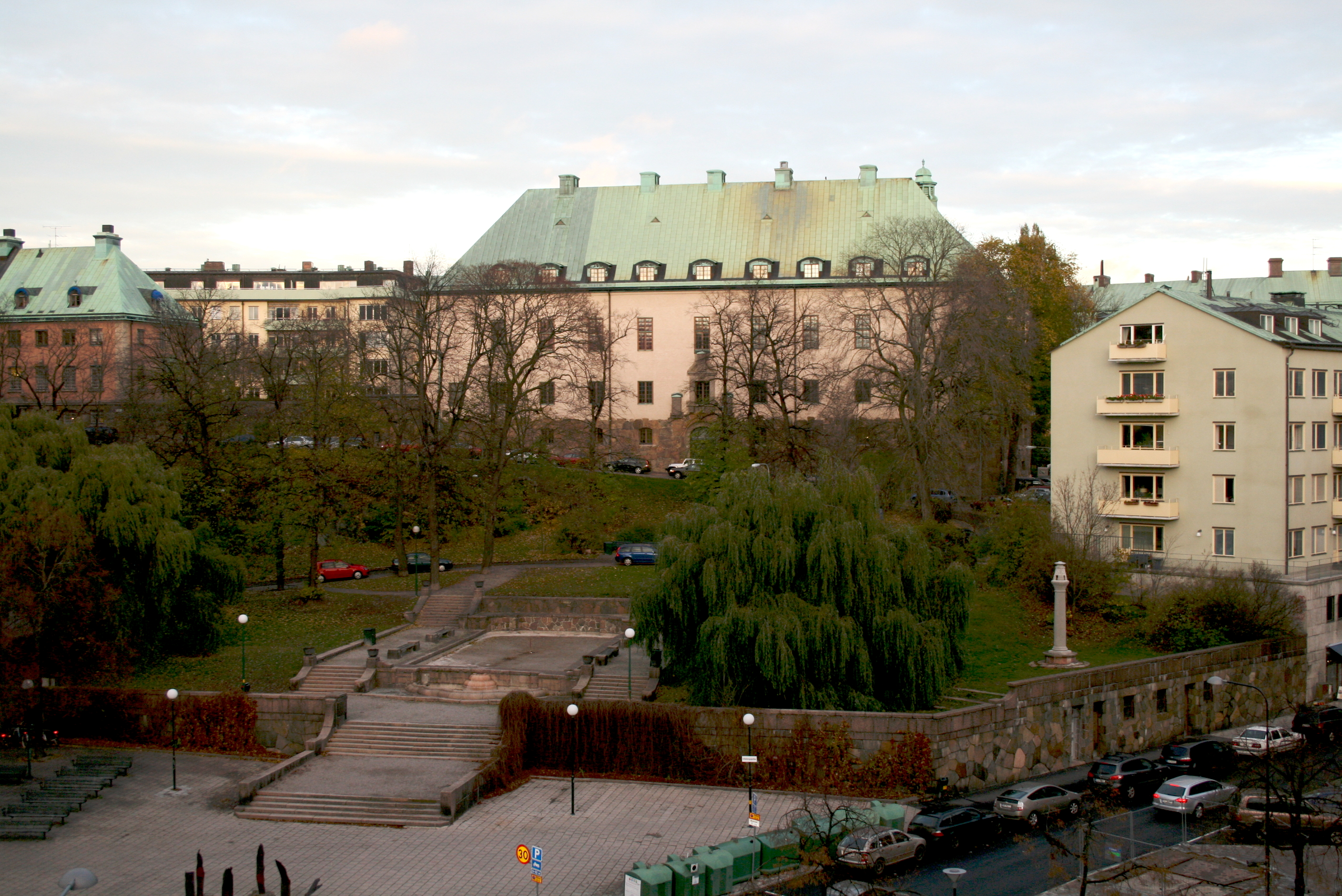
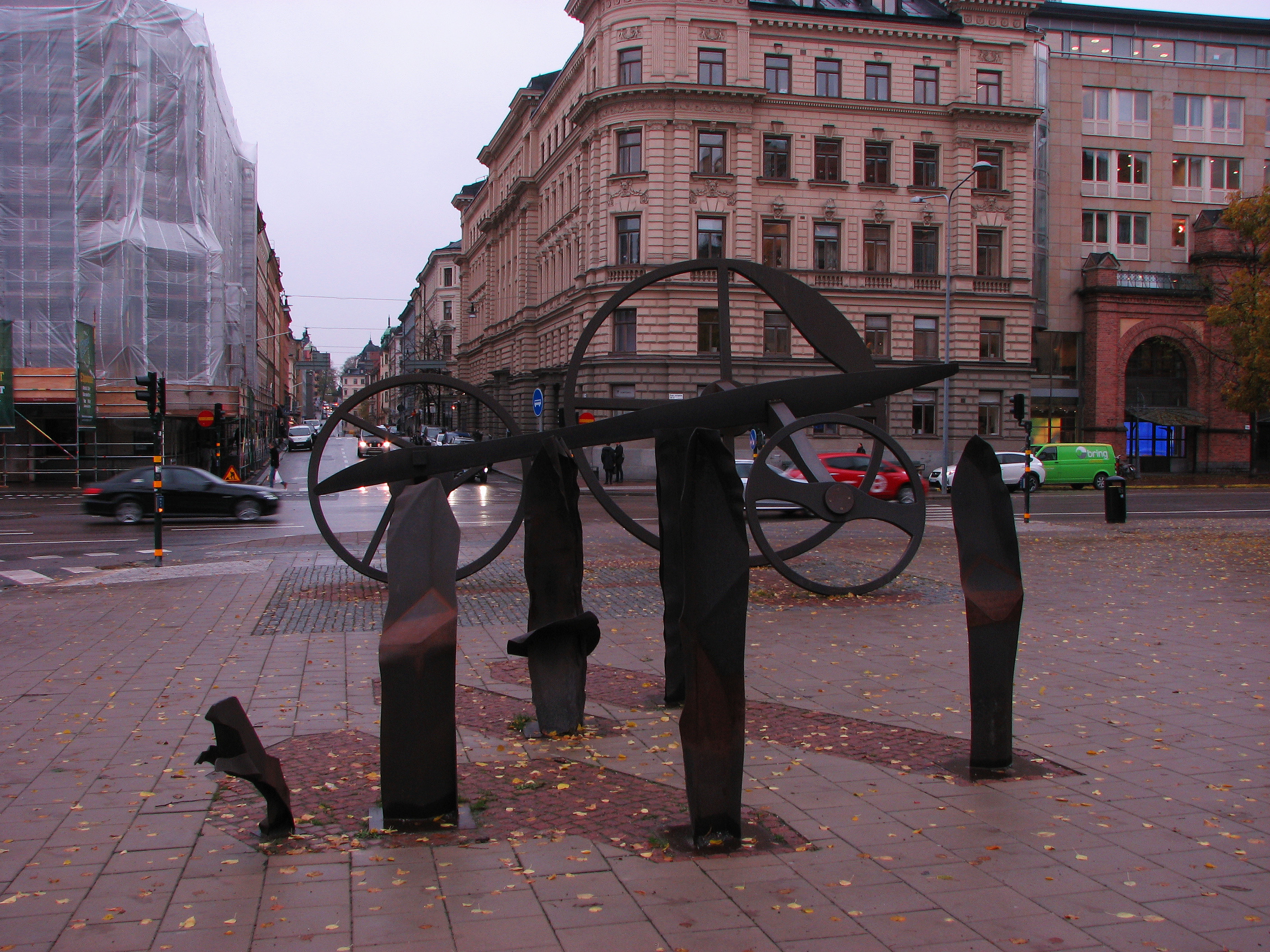